# 張九逵
張九逵（1470年—？），字天衢，江西南安府大庾縣人，民籍，明朝政治人物。

## 生平
弘治八年（1495年）乙卯科江西鄉試第七十八名舉人，十二年（1499年）中式己未科會試第二十三名，三甲第四十九名進士。授揭陽縣知縣，調休寧縣知縣，正德元年（1506年）十二月升南京禮科給事中，六年（1511年）正月出為湖廣布政使司右參議，改廣西布政使司右參議，十二年（1517年）十一月隨兩廣總督陳金征府江，卒於官。

## 家族
曾祖張得成；祖父張立行；父張永。母劉氏；繼母陳氏。具慶下。兄張九思、張九韶、張九疇。